# 1694년
1694년은 금요일로 시작하는 평년이다.

## 연호
- 청(淸) 강희(康熙) 33년
- 일본(日本) 겐로쿠(元禄) 7년
- 후 레 왕조(後黎朝) 찐호아(正和) 15년

## 기년
- 류큐(琉球) 쇼테이왕(尚貞王) 26년
- 청(淸) 성조 강희제(聖祖 康熙帝) 33년
- 조선(朝鮮) 숙종(肅宗) 20년
- 후 레 왕조(後黎朝) 희종(熙宗) 19년

## 사건
- 4월 24일(음력 4월 1일) - 숙종의 폐비(廢妃)인 민씨의 복위 운동으로 인해 갑술환국이 일어나면서 중전 장씨가 다시 빈으로 강등되며 폐비(廢妃) 민씨가 중전으로 다시 복위되다.

## 탄생
- 6월 4일 - 프랑스의 경제학자 프랑수아 케네. (~1774년)
- 10월 31일 - 조선의 제21대 국왕 영조. (~1776년)
- 11월 21일 - 프랑스의 철학자, 작가 볼테르. (~1778년)

## 사망
- 12월 28일 - 영국의 국왕 메리 2세. (1662년~)